# Martine de Souza
Martine de Souza (* 26. Juli 1973, verheiratete Martine Hennequin) ist eine mauritische Badmintonspielerin.

## Sportliche Karriere
Martine de Souza nahm an 1992 und 1996 an den Olympischen Sommerspielen teil. Ihre beste Platzierung erreichte sie bei beiden Veranstaltungen mit Platz 17 im Damendoppel. 1996 wurde sie ebenfalls 17. im Mixed. 1992 gewann sie Bronze bei der Badminton-Afrikameisterschaft.

## Erfolge
| Saison | Veranstaltung           | Disziplin   | Platz | Partner/in                |
| ------ | ----------------------- | ----------- | ----- | ------------------------- |
| 1991   | Mauritius International | Damendoppel | 1     | Vandanah Seesurun         |
| 1991   | Mauritius International | Dameneinzel | 1     |                           |
| 1991   | Kenya International     | Dameneinzel | 1     |                           |
| 1992   | Afrikameisterschaft     | Dameneinzel | 3     |                           |
| 1992   | Olympische Sommerspiele | Damendoppel | 17    | Vandanah Seesurun         |
| 1992   | Olympische Sommerspiele | Dameneinzel | 33    |                           |
| 1996   | Olympische Sommerspiele | Damendoppel | 17    | Marie-Josephe Jean-Pierre |
| 1996   | Olympische Sommerspiele | Mixed       | 17    | Stephan Beeharry          |
| 1996   | Olympische Sommerspiele | Dameneinzel | 33    |                           |